# Bulbothrix megapotamica
Bulbothrix megapotamica är en lavart som beskrevs av Canêz & Marcelli. Bulbothrix megapotamica ingår i släktet Bulbothrix och familjen Parmeliaceae.   Inga underarter finns listade i Catalogue of Life.